# Carretera de Nebraska 45
La Carretera de Nebraska 45 (en inglés: Nebraska Highway 45) es una carretera estatal estadounidense ubicada en el estado de Nebraska. La carretera inicia en el Sur desde la  NE 91 sur de Newman Grove hacia el Norte en la  US 275 en Tilden, y tiene longitud de 43,6 km (27.07 mi).

## Mantenimiento
Al igual que las autopistas interestatales, y las rutas federales y el resto de carreteras estatales, la Carretera de Nebraska 45 es administrada y mantenida por el Departamento de Carreteras de Nebraska por sus siglas en inglés NDOR.

## Cruces
La Carretera de Nebraska 45 es atravesada principalmente por la Carretera de Nebraska 32 norte de Newman Grove.